# ACF 피오렌티나
ACF 피오렌티나(ACF Fiorentia S.p.A.)는 이탈리아의 토스카나주 피렌체의 스타디오 아르테미오 프란키를 홈으로 하는 축구 클럽이며, 마르키스 루이지 리돌피 바이 다 베라차노(Luigi Ridolfi Vay da Verrazzano)가 설립했으며, 2019년 이탈리아계 미국인 사업가인 로코 코미소가 구단을 인수했다.
이 축구클럽은 1926년 창단되었고, 현재 세리에 A에 속해 있으며 2020-21시즌은 13위로 마감하였다.
클럽의 색인 보라색에서 딴 비올라라는 애칭으로 불린다. 또, 피렌체 시의 상징인 백합 문장에서 비롯된 질리아티라는 별명으로도 불리고 있다. 클럽의 전성기를 구가하던 시기에는 세리에 A, 코파 이탈리아, UEFA 컵위너스컵 등에서 우승을 경험하는 등 인테르, 밀란, 유벤투스, AS 로마 등 빅 클럽에 이어 강호 클럽으로서 확고한 지위를 쌓았다.
피오렌티나에서 뛰었던 유명한 선수로는 로베르토 바조, 가브리엘 바티스투타, 루카 토니, 후이 코스타, 프란체스코 톨도, 안젤로 디 리비오 등이 있다.

## 역사

### 창설에서 2차 세계대전
AC 피오렌티나(Associazione Calcio Fiorentina)는 1926년 가을에 지역의 귀족이자 국가 파시스트당의 일원이었던 루이지 리돌피 (Luigi Ridolfi)에 의해 피렌체의 오랜된 축구팀이던 PG 리베르타스와 CS 피렌체를 병합하여 창설되었다. 합병을 한 이유는 당시 이탈리아 축구 선수권 대회에서 라이벌인 북서부 이탈리아 지역들에게서 더 우위를 가져가기 위해 피렌체에 강력한 축구 클럽을 주었다. 영향 역시도 문화적 부활과 메디치 가문의 일원들이 했다고 하며 현대 축구의 조상격인 칼초 피오렌티노의 재발견에 이르렀다.
힘들었던 시작과 세 시즌을 하부 리그에서 있음에도 불구하고, 피오렌티나는 1931년 세리에 A에 도달하였다. 같은 해에 유명한 파시스트의 이름을 딴 조반니 베르타 (Giovanni Berta)라고 이름 붙여진 새 경기장을 개장하였다. 이 경기장은 오늘날에 스타디오 아르테미오 프란키라고 알려져있다. 이 당시에 경기장은 공학의 걸작이여서 개장 자체가 기념적이었다. 이탈리아내 최고의 팀들과 경쟁하기 위해, 피오렌티나는 팀을 강화하기에 위해 새 선수들을 영입하게 되는데 그중에는 특별히 엘 아르틸레로(el Artillero)라는 별명을 지닌 우루과이 선수 페드로 페트로네를 영입하였다. 좋은 시즌을 보냈지만 4위에 그쳐, 피오렌티나는 다음 해에 강등을 당하지만 세리에 A로 빠르게 복귀한다. 1941년에 첫 코파 이탈리아 우승을 하지만 제2차 세계대전과 다른 문제들로 40년대의 성공을 이어나가지 못하였다.

### 첫 스쿠테토 와 팀의 전성기 '50–'60년대
1950년, 피오렌티나는 정규 리그에서 변함이 없던 톱 파이브 자리를 차지했다. 선수단에는 잘 알려진 골키퍼 줄리아노 사르티, 세르조 체르바토, 프란체스코 로셀라, 구이도 그라톤, 주세페 키아펠라, 알도 스카라무치 그리고 무엇보다 공격형 미드필더 듀오 브라질 출신의 줄리우와 아르헨티나 출신 미겔 몬투오리가 있었다. 팀은 2위 밀란에게서 12점을 앞서며 1955-56 시즌 첫 스쿠데토를 차지하였다. 밀란은 다음해에 피오렌티나를 1위 자리에서 밀어냈으나, 피오렌티나는 이탈리아 팀 처음으로 유러피언 컵 결승전에 올랐지만, 레알 마드리드의 알프레도 디 스테파뇨에게 논란이 된 페널티킥을 얻어 맞으며 0-2로 패했다. 피오렌티나는 세 시즌 뒤에 다시 준우승을 하였다. 1960-61 시즌 클럽은 다시 코파 이탈리아를 우승하였고 UEFA 컵위너스컵에서 레인저스를 상대로 우승을 차지하며 유럽 대항전에서도 좋은 모습을 보였다.
준우승을 하고 7년뒤에, 피오렌티나는 1960년대에 들어가서 4위에서 6위로 떨어지는 약간 흔들리기 시작하였지만, 1966년에 코파 이탈리아와 미트로파컵을 우승하였다.

### 두 번째 스쿠데토와 70년대

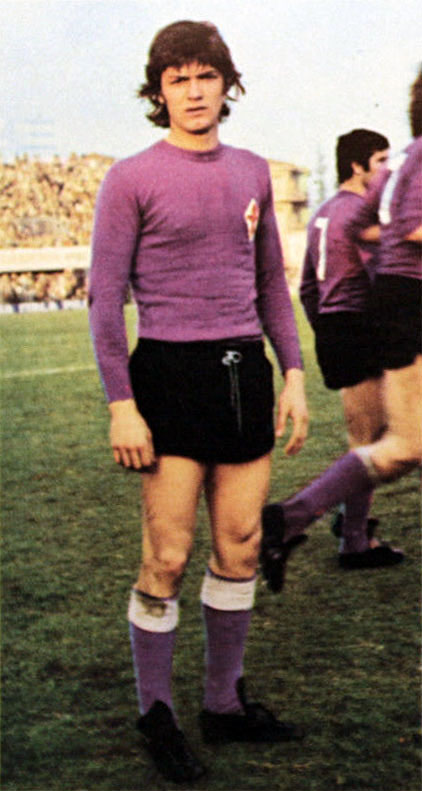
1970년대에서 1980년대까지 피오렌티나의 간판 선수였던 잔카를로 안토뇨니

1960년대에 몇개의 트로피와 세리에 A에서도 좋은 모습을 보였지만, 그 누구도 피오렌티나가 리그 타이틀에 도전할거라고 생각하지 않았다. 1968-69 시즌을 밀란과 나란히 선두로 시작하였지만 7라운드에서 볼로냐에게 패배하였고, 루이지 리바의 칼리아리에게 추월당하였다.
인상깊지 않은 시작을 한 후, 피오렌티나는 세리에 A 꼭대기를 향해 나아갔지만, 시즌 전반기를 바레세에게 2-2 무승부로 덜미가 잡히며 칼리아리를 명백한 리그 선두로 놔주게 된다. 시즌 후반기에 리그 타이틀을 두고 밀란, 피오렌티나, 칼리아리 세 팀이 다투는 삼파전이었다. 밀란은 유러피언컵에 노력을 집중하면서 떨어져나가게 됐고 칼리아리가 리그 1위 자리를 유지할 것으로 보였다. 하지만 칼리아리가 유벤투스에게 패배한후에 피오렌티나가 리그 선두를 차지하였다. 피오렌티나는 시즌 마지막에서 두 번째 경기인 유벤투스의 토리노 원정경기에서도 이기면서, 남은 리그 경기를 모두 이겼고 마지막 리그 타이틀을 차지하였다. 다음해 유러피언컵에서 키예프를 상대로 소련에서 승리를 하는등 좋은 결과를 거뒀지만 마침내 8강전에서 셀틱을 상대로 글래스고에서 3-0으로 패하면서 탈락했다.
비올라의 선수들은 1970년대에 그들의 가슴에 스쿠데토 패치를 새겨넣었는데, 이 기간에 팀은 별로 특별한 성과를 거두지 못하였다. 1971년에 5위를 한 이후에, 그들은 거의 매년 중위권이었고 심지어 1971년과 1978년에는 강등을 당할뻔했다. 피오렌티나는 1974년에 앙글로 이탈리안 리그컵과 1975년에 코파 이탈리아를 우승하였다. 그 당시 팀은 빈첸초 구에리니, 심각한 부상으로 고통받았던 모레노 로지, 나중에 피오렌티나 팬들의 아이돌이 된 잔카를로 안토뇨니 같은 젊은 유망주들로 구성되어있었다. 선수들의 어린 연령대는 팀을 Fiorentina Ye-Ye (피오렌티나 예예)라고 부르게 이끌었다.

### 폰텔로 시대
1980년, 피오렌티나는 부유한 가문의 출신인 플라비오 폰텔로 (Flavio Pontello)에게 매각되었다. 그는 재빨리 팀의 노래와 로고를 바꿔 일부팬들의 불만이 생겨났지만, 그는 토리노에서 프란체스코 그라치아니, 에랄도 페치를, 세비야에서 다니엘 베르토니를, 몬차에서 다니엘로 마사로를, 삼프도리아에서 젊은 피에트로 비에르코보드 같은 뛰어난 선수들을 데려오기 시작하였다. 팀은 잔클로 안토뇨니를 중심으로 세워졌고, 1982년에 유벤투스와 흥미진진한 대결을 펼쳤다. 안토뇨니가 부상으로 이탈하면서, 시즌 마지막 경기에서 피오렌티나는 골을 인정받지 못하여 칼초에게 승리를 거두지 못하였고 결국 리그 타이틀이 결정되었다. 유벤투스는 논란이 된 페널티킥 골과 라이벌 두 팀이 무너지면서 리그 타이틀을 차지하였다.
다음 해는 상위권에서 상위 순위와 강등권 싸움에서 왔다 갔다 거리며 피오렌티나에게 이상한 해였다. 피오렌티나는 흥미로운 선수 두 명, El Puntero 라몬 디아스와 젊은 시절 로베르토 바조를 영입하였다.
1990년 시즌 마지막날까지 강등을 피하기 위한 사투를 벌였고 UEFA 컵에서는 결승전까지 진출했지만 유벤투스를 만나게 되었다. 토리노 팀이 우승 트로피를 가져가면서, 피오렌티나의 티포시들은 결승전 2차전을 아벨리노의 많은 유벤투스 팬들과 함께 아벨리노 (피오렌티나의 홈구장은 사용 불가였다)에서 열렸고 떠오르는 스타선수 로베르토 바조를 결승전 날에 라이벌팀에게 팔아버리면서 다시 한번 엄청난 불만을 터트렸다. 경제적 어려움을 겪던 폰텔로는 모든 선수들을 팔아버렸고 피렌체의 거리에서 일어난 심각한 폭동이후에 팀을 떠날것을 강요받았다. 클럽은 유명한 영화제작자 마리오 체키 고리에게 소유권이 넘어갔다.

### 체키 고리 시대: 챔피언스리그에서 파산까지

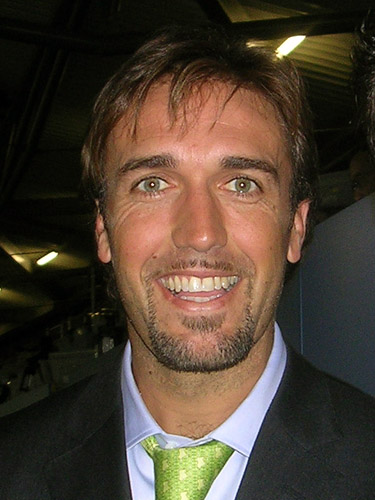
1990년대 가장 유명한 피오렌티나 선수인 가브리엘 바티스투타

체키 고리 소유의 첫 시즌은 새 회장이 브리안 라우드루프, 슈테판 에펜베르크, 프란체스코 바이아노 같은 좋은 선수들과 무엇보다 1990년대 팀의 아이콘이었던 가브리엘 바티스투타를 영입하기 시작하는등의 안정화 과정이었다. 하지만 1993년에 체키 고리가 사망하였고 그의 아들 비토리오 체키 고리가 회장직을 이어받았다. 시즌에서 좋은 시작을 보냈음에도, 체키 고리는 아탈란타에게 패한후에, 루이지 라디체를 경질시키고 알도 아그로피를 그 자리에 대신시켰다. 결과는 순위가 중하위권으로 떨어졌고 시즌 마지막날에 강등당하는등 처참하였다.
클라우디오 라니에리를 1993-1994 시즌 감독으로 데려왔고, 그 해에 피오렌티나는 세리에 B를 지배했다. 세리에 A로 돌아온후, 벤피카에서 유망주 후이 코스타와 새로운 세계 챔피언 브라질 대표팀의 수비수 마르시우 산투스를 영입하며 라니에리는 새로운 팀의 득점원 바티스투타를 중심으로 훌륭한 팀을 만들었다. 비올라는 10위로 시즌 마감했다.
다음 시즌에 체키 고리 회장은 스테판 슈바르스라는 중요한 선수를 데려왔다. 클럽은 코파 이탈리아에서 아탈란타를 상대로 우승컵을 거머쥐며 컵대회에서 다시 한번 강점을 보였고 세리에 A를 3위로 마감하였다. 여름에 피오렌티나는 처음으로 국가대표팀 우승멤버가 없이 스타디오 주세페 메아차(산 시로)에서 밀란을 2-1로 이기며 수페르코파 이탈리아나를 우승하였다.
피오렌티나의 1995-1996 시즌은 리그에서는 실망적이었지는 몰라도 글로리아 비스트리차, 스파르타 프라하, 벤피카를 꺾으며 UEFA 컵위너스컵 준결승까지 올랐다. 준결승에서는 대회 우승팀이 된 바르셀로나(원정경기 0-0, 홈경기 0-2)에게 탈락하였다. 그 시즌의 주요 영입 선수로는 루이스 올리베이라와 후에 잦은 부상으로 고통받았던 안드레이 칸첼스키스가 있다.
시즌 종료후에, 라니에리는 스페인 클럽 발렌시아로 떠났고 체키 고리는 알베르토 말레사니를 새 감독으로 선임하였다. 피오렌티나는 UEFA컵 진출권을 확보했고 좋은 경기를 펼쳤지만 약팀을 상대로는 어려움을 겪었다. 말레사니는 단 한 시즌만에 팀을 떠났고 조반니 트라파토니가 그 자리를 이어받았다. 트라파토니의 숙련된 지도와 바티스투타의 득점들로 피오렌티나는 1998-89 시즌 리그 타이틀에 도전하였지만, 챔피언스리그 진출권 확보에 그치며 3위로 마감하였다. 다음 해에 피오렌티나는 세리에 A에서는 실망적인 행보를 보였지만, 챔피언스리그에서는 옛 웸블리 스타디움에서 아스널을 1-0, 피렌체에서 맨체스터 유나이티드를 2-0으로 이기는 역사적인 경기를 펼쳤다. 그들은 2차 조별예선에서 탈락하였다.
시즌 종료후, 트라파토니는 팀을 떠났고 터키 출신의 감독 파티흐 테림가 자리를 대신하였다. 하지만 바티스투타를 로마에 이적시켜버렸다. 하지만 아이런히 한것은 그는 1년뒤에 리그 우승 타이틀을 얻게 된다. 피오렌티나는 2000-2001 시즌을 잘 운영했고 파티흐 테림이 도중에 사임하고 로베르토 만치니가 새로 부임하였지만 시즌 전반기에 1위를 유지하였다. 또한 그들은 여섯 번째이자 마지막 코파 이탈리아를 우승하였다.
2001년에는 클럽의 위험한 재정 상태가 노출되며 피오렌티나에게 커다란 변화가 예고되었다. 그들은 임금을 지불할 수 없었고 5천만 달러의 빚이 있었다. 클럽의 구단주인, 비토리오 체키 고리는 조금 더 자본을 투입할 수 있었으나, 이는 곧 클럽을 유지하기에는 불충분한 것으로 증명되었다. 클럽은 2001-02 시즌을 끝으로 강등되었고 2002년 6월에 재판에 의하여 행정관리가 되었다. 이 파산의 형태가 의미하는 것은 2002-03 시즌에 세리에 B에 있는 것이 거부당하였고 결과적으로 사실상 존재 자체가 거부당하게 되었다.

### 2000년대: 델라 발레 시대
클럽은 신발과 가죽 사업가인 디에고 델라 발레(Diego Della Valle)가 새 구단주로 부임하여 ACF 피오렌티아 비올라(Associazione Calcio Fiorentina e Florentia Viola)라는 이름으로 2002년 8월에 즉시 재창단되었고 이탈리아 4부리그에 속하는 세리에 C2에 참가했다. 재창단한 클럽에 남았던 선수는 오직 안젤로 디 리비오뿐이었다. 디 리비오와 30골을 넣은 크리스티안 리가노 덕분에, 상당히 쉽게 세리에 C2를 우승하였고 세리에 C1으로 승격하게 되었다. 특이한 카소 카타니아 (카타니아 케이스) 덕에 피오렌티아는 세리에 C1을 건너뛰어서 세리에 B에 참가하게 되었다. 이 경우는 이탈리아 축구 협회가 카타니아 사태를 풀기위하여 세리에 B의 참가팀을 20개에서 24개로 늘린 덕분에 가능했다. 2003년 오프 시즌에, 클럽은 피오렌티나 명칭과 유니폼 디자인에 대한 권리를 다시 사왔고 ACF 피오렌티나(ACF Fiorentina)로 다시 재개명하였다. 클럽은 2003-04 시즌에 6위로 마감하였고, 승격 플레이오프에서 페루자를 이기며 1부 리그로 돌아왔다.

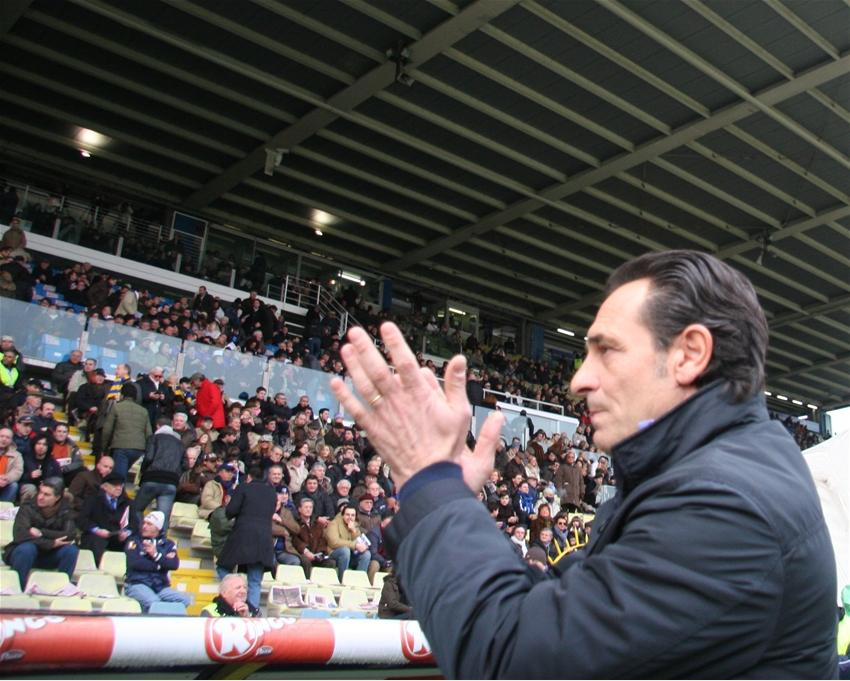
클럽에서 오랜 기간(2005–2010) 있었던 체사레 프란델리

하지만, 세리에 A로 돌아온 첫 시즌에, 클럽은 강등을 피하기가 어려웠고, 시즌 마지막 날까지 볼로냐 그리고 파르마와 강등권 싸움을 벌였다. 2005년에, 델라 발레는 판탈레오 코르비노를 새 단장으로 임명하였고 다음에는 체사레 프란델리를 다음 시즌 감독으로 내정하였다. 클럽은 여름 이적 시장에 루카 토니와 세바스티앵 프레이를 영입하게 된다. 이 과감한 행동으로 승점 74점을 기록하며 리그 4위와 챔피언스리그 진출권을 얻게된다. 토니는 38경기에서 31골을 넣으며, 1958-59 시즌 안토니오 발렌틴 안젤릴로 이후 30골 이상을 넣은 선수가 되었으며, 유러피언 골든슈를 수상하였다. 하지만 2006년 7월 14일에, 피오렌티나는 2006년 축구 스캔들로 인하여 세리에 B로 강등하였고 승점 12점을 감점당하였다. 피오렌티나는 항소를 통하여 세리에 A로 복귀하였지만, 2006-07 시즌에 승점을 19점이나 감점을 당했다. 또한 챔피언스리그 진출도 취소를 당하였다. 시즌이 시작하고 나서, 피오렌티나의 징계는 이탈리아 법원에서 항소를 하여 -19점에서 -15점으로 감소하였다. 징계에도 불구하고, 피오렌티나는 UEFA 컵 진출권을 확보하였다.
토니가 바이에른 뮌헨으로 떠났음에도, 피오렌티나는 2007-08 시즌에 강한 모습을 보였고, 특히 이탈리아 축구 국가대표팀 감독 마르첼로 리피가 꼽은 스쿠데토를 도전하는 팀이었고 시즌 중반에 가서 기세가 꺾이긴 하였지만, 챔피언스리그 진출권을 확보하였다. 유럽 대항전에서는 UEFA 컵 준결승까지 올라갔고, 레인저스에게 승부차기 끝에 패배하였다. 2008-09 시즌에도 4위를 차지하며 2010년 챔피언스리그 플레이오프 진출권을 확보하는등 성공을 이어나갔다. 유럽 대항전에선 32강전에서 아약스에게 탈락하였다.
2009-2010 시즌에서 피오렌티나 정규 리그에서 부진하기전까지는 좋은 모습을 보였지만 시즌 후반에 가서는 중위권으로 추락하였다. 유럽 클럽 대항전에서는 조별예선 첫 일정이었던 올랭피크 리옹에서 패배를 한 이후에, 그들의 남은 경기 5경기를 모두 연승하며 다크호스임을 증명하였다. 그 경기 중에서는 심지어 리버풀 홈, 원정 경기가 포함되어있었다. 비올라는 조별예선을 통과하였지만, 원정 다득점으로 인하여 바이에른 뮌헨에게 무릎을 꿇었다. 하지만 16강전은 1차전에서 완벽하게 오프사이드 상황이었던 골을 인정한 톰 헨닝 외브레뵈가 내린 심판 결정 실수로 논란이 되었다. 바이에른은 결국 결승전까지 올라가 준우승을 거두게 되었다. 이 사건으로 인해 축구에서도 리플레이 영상을 실행해야한다는 주목을 끌었다. 유럽대항전과 코파 이탈리아에서 준결승까지 올라갔음에도 불구하고, 피오렌티나는 유럽대항전 진출에 실패하였다.
2009년 9월 24일, 안드레아 델라 발레는 피오렌티나 회장직을 사임하였고 그 가진 업무들은 부회장 마리오 코니니(Mario Cognini)가 임시로 이행될 것이라고 알렸다.

### 2010년대: 프란델리 이후 시대
2010년 6월, 피오렌티나는 오랜 기간 팀의 감독을 맡았던 프란델리가 이탈리아 축구 국가대표팀 감독직을 맡게되면서 작별을 고했다. 카타니아의 젊은 감독 시니샤 미하일로비치가 그를 대신하여 선임되었다. 2010-11 시즌이 개막을 하고나서, 유럽 대항전으로 인한 문제가 없었음에도 피오렌티나는 첫 몇주들을 하위권에서 보냈다. 그 시즌은 선수단이 부상에 시달려, 팀의 선발 베스트 일레븐을 부상으로 인하여 제대로 가동을 할 수가 없었고, 특히 1 선발 골키퍼 세바스티앵 프레이가 시즌 초기에 부상으로 시즌을 마감하였고 팀의 슈퍼스타 스테반 요베티치는 시즌을 통째로 날렸다. 팀의 폼이 시즌 후반에 가서 향상되어 9위로 시즌을 마감하였다.
압력에도 불구하고, 미하일로비치는 2011-12 시즌에도 팀에 남았다. 프란델리 시대의 핵심 기둥이었던 세바스티앵 프레이와 아드리안 무투가 팀을 떠나갔다. 이와 같은 부진의 징후는 리그에서의 부진함과 결합되어 프란델리 이후 시대 직후의 목표인 유럽 대항전 복귀가 멀어지면서 다시 감독에 대한 압박이 증가 되었다. 11월에 키에보에게 1-0 패배를 하면서, 미하일로비치는 경질이 되고 델리오 로시가 그 자리를 대신하였다.
서포터들을 로시 감독을 환영하였지만, 잠시의 호전을 뒤로한후, 비올라는 다시 강등권 싸움으로 빠지게 되었다. 2012년 초에 팀은 알베르토 질라르디노를 잃었고 유벤투스에게 홈에서 5-0으로 대패를 하자 단장 판탈레오 코르비노를 경질시켰다. 팀의 핵심 선수인 리카르도 몬톨리보가 보스만 룰을 통하여 여름에 팀을 떠날 준비를 하였고, 피오렌티나는 서서히 2009년 때로 돌아가기 시작하였다. 좋지않은 승점에도, 그들의 1부 리그 잔류의 대한 시도는 원정 경기에서 몇차례 엄청난 승리를 거두며 계속되었고, 특히 로마와 밀란과의 경기가 그랬는데, 후자의 경우로 인하여 유벤투스는 밀란의 리그 1위 자리를 차지하여 그 순위는 시즌이 종료될때까지 그래도 남았다. 시즌 중에 가장 최악의 순간은 노바라와의 홈경기였는데, 경기 시작 30분만에 0-2로 끌려나가자, 감독 델리오 로시는 미드필더 아뎀 랴이치를 일찌감치 교체시키기로 결정하였다. 랴이치가 교체에 대한 불만으로 로시 감독을 향해 비꼬는 박수를 치자, 로시는 폭행을 통하여 그에게 보복하였다. 몬톨리보의 후반 두 골로 2-2 동점을 만들어, 팀은 필요한 승점 1점을 얻어 남은 두 경기 상관없이 잔류를 확정지었다. 분명한 범죄로 인하여, 팀 상황이 좋지 못함에도 로시 감독을 해고를 하였다. 레체(이들 또한 강등을 당할 것이라고 예측한)와의 원정경기에서, 피오렌티나는 임시감독 빈첸초 구에리니하에서 알레시오 체르치의 골로 1-0 승리를 거뒀다. 그들은 13위로 시즌을 마쳤다.

### 빈첸초 몬텔라와 유로파리그

#### 2012-13 시즌

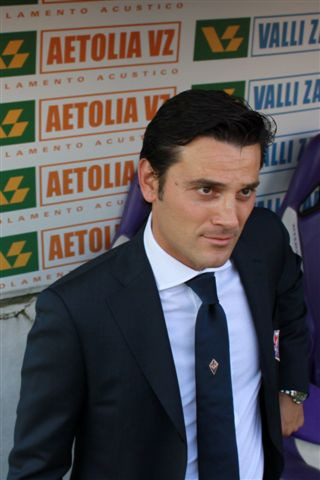
팀을 잘 이끌어 주었던 빈첸초 몬텔라.

재정상태가 좋아진 델라 발레 가문은 2012년 여름에 막대한 투자를 하였다. 코르비노의 후임자로 일찍이 다니엘레 프라데를 단장으로 임명하여, 선수단을 차례대로 점검하였다. 특히 주목할만 이적으로는 새 감독 빈첸초 몬텔라, 골키퍼 에밀리아노 비비아노, 플레이메이커 4인방 마티아스 페르난데스, 보르하 발레로, 알베르토 아퀼라니 그리고 다비드 피사로가 있다. 팀의 선수단 개편의 규모는 엄청났는데, 1군팀 26명중에서 17명은 새로운 얼굴들이었고 나머지 9명은 지난 시즌 베스트 11 선수들이었다. 여름 이적 시장이 끝나고, 2009년 챔피언스 리그 출전 선수들중에서 마누엘 파스콸과 스테반 요베티치 단 두명의 선수만이 남게 되었다.
선수단 개편의 효과는 즉시 나타나, 2012년이 끝날때쯤 3위를 기록하였다. 1월 이적시장에서 피오렌티나는, 비야레알 CF에서 치료를 받던 주세페 로시를 영입하면서, 그 시즌에 세 번째로 비야레알에서 영입한 선수가 되었다. 팀은 시즌 마지막날에 밀란이 승리를 거두게 되면서, 4위로 시즌을 마감하여 아깝게 챔피언스리그 진출권을 놓치게 되었다. 하지만 비올라는 UEFA 유로파리그 2013-14에 참가하게 되었고, 빈첸초 몬텔라 감독하에서 인상깊은 첫 시즌에서 희망하였던 인상적인 모습을 보였다.

#### 2013-2014 시즌
2013년 여름 이적시장에서 피오렌티나는 지속적으로 선수단을 강화하였다. 말라가에서 전 스페인 국가대표팀 출신 호아킨 산체스를 데려왔고, 거기다가 잉글랜드 챔피언쉽팀 볼턴 원더러스에서 또다른 스페인 출신 선수 마르코스 알론소를 데려왔다. 비올라는 또한 벨기에 팀 안데를레흐트에서 올렉산드르 야코벤코, 토리노에서 마르코 바키치 그리고 레반테에서 구스타보 무누아를 영입했다. 임대를 끝내고 돌아온 선수들 중에는 마티아 카사니, 후안 마누엘 바르가스, 루벤 올리베라가 있다. 피오렌티나는 게다가 바이에른 뮌헨에서 2천만 유로에 마리오 고메스를 영입해냈지만, 반면에 프리미어리그 팀 맨체스터 시티한테 스테반 요베티치를 잃었다. 루카 토니 역시도 새로운 세리에 A 승격팀인 엘라스 베로나로 떠났다. 하리스 세페로비치는 라 리가 팀 레알 소시에다드로 이적시켰다.
2014-2015 시즌도 조용히 4위로 시즌을 마쳐서 UEFA 유로파리그 2015-16에 참가하게 되었다.

### 파울루 소자의 시대
팀을 침체기에서 그래도 나름 중상위권인 순위인 4위로 끌어올린 빈첸초 몬텔라감독이었지만, 세리에a의 리그 포인트 하락으로 인해서 UEFA 유로파리그 매번 유로파 리그에 참가한것은 팀의 기대치에 못 미치는 수준 이었고 또한, 몬텔라 감독 본인이 더 이상 피오렌티나에서의 흥미를 못 느낀다는 것이었다. 이에 몬텔라 감독은 구단에 불만을 표시를 하였고, 구단수뇌부와의 불화가 시간이 흐를수록 악화되어 갔다. 그리하여 불만이 쌓여가던 2015년 6월 9일 피오렌티나는 정식으로 몬텔라 감독을 경질 하였다. 그후 바젤 FC에 있던 포르투갈 출신의 감독 파울루 소자 감독을 2015년 6월 21일 새 감독으로 임명하였다. 파울루 소자 감독은 팀을 빠르게 안정화를 시켰고, 팀의 전체적인 노쇠화된 스쿼드의 리빌딩을 강행 하였다. 우선 팀의 불만이 많았던 선수인 네투, 마이카 리차즈를 떠나 보냈고 첼시 FC에서 임대 영입되어 에이스 노릇까지 하면서도 AS 로마가 접근하여 법정 싸움까지 가게한 무함마드 살라흐 또한 팀에서 떠났다. 임대 이적을 했던 레전드 출신의 노장알베르토 질라르디노, 알레산드로 디아만티를 원소속팀으로 복귀 시켰으며, 팀에 있던 주축인 노장 선수들 후안 마누엘 바르가스, 다비드 피사로, 알베르토 아퀼라니, 크리스티아노 루파텔리, 안드레아 라차리, 무니르 엘 함다우이 임대 보낸 호세 마리아 바산타, 마리오 고메스 등을 보내면서 주급에 숨통이 트이고 팀의 수비의 핵심인 스테판 사비치를 아틀레티코 마드리드로 보내면서 1200만유로와 팀의 중원을 강화시켜줄 마리오 수아레스얻어 이득을 얻었다. 그리고선 니콜라 칼리니치와 유망주 지우베르투를 영입하였으며 야쿠프 브와슈치코프스키, 루이지 세페, 다비데 아스토리 3명의 선수를 임대로 영입하였다. 무엇보다, 팀의 유망주 기용이 대폭 늘어나게 되었는데, 페데리코 베르나르데스키, 안테 레비치, 쿠마 바바카르을 본격적으로 1군에 기용함으로써 지난시즌보다 대략 2~3세 정도의 평균연령을 낮추게 되었다.

#### 15-16시즌
피오렌티나는 초반 엄청난 행보를 보이며 6라운드 리그1위를 달리고 있던FC 인테르나치오날레 밀라노까지 4-1로 격침시키며 리그순위 1위로 순위를 끌어 올리게 되는데 이는 매우 뛰어난 행보이며 1999년 1위를 기록하고나서 16년 만에 기록하게 되었다. 참고로 잠시 1위를 달성했던 98-99시즌 피오렌티나의 최종순위는 3위 였는데 2000년도 이후로는 아직까지 리그 3위안에 든적이 없던것으로 보아 15-16시즌 팀의 최종순위 경신을 기록할지 관심이 집중되고 있다. 참고로 최종순위가 2위였던것은 81-82시즌이다.

## 선수단

### 현재 선수 명단
2024년 9월 7일 기준
참고: FIFA 자격 규정에 따라 소속된 국가대표팀 국기를 표시합니다. 선수는 복수의 FIFA 비회원국 국적을 가지고 있을 수 있습니다.
| 번호 | 포지션 | 국적       | 이름                                  |
| ---- | ------ | ---------- | ------------------------------------- |
| 1    | GK     |            | 피에트로 테라차노                     |
| 2    | DF     |            | 도도                                  |
| 3    | DF     |            | 크리스티아노 비라기 (주장)            |
| 4    | MF     |            | 에도아르도 보베 (로마에서 임대)       |
| 5    | DF     | 크로아티아 | 마린 폰그라치치                       |
| 6    | DF     |            | 루카 라니에리                         |
| 7    | FW     |            | 리카르도 소틸                         |
| 8    | MF     |            | 롤란도 만드라고라                     |
| 9    | FW     |            | 루카스 벨트란                         |
| 10   | FW     | 아이슬란드 | 알베르트 그뷔드뮌손 (제노아에서 임대) |
| 11   | FW     |            | 조나탕 이코네                         |
| 15   | DF     |            | 피에트로 코무초                       |
| 19   | MF     |            | 히노 인판티노                         |
| 20   | FW     |            | 모이스 켄                             |

| 번호 | 포지션 | 국적         | 이름                                 |
| ---- | ------ | ------------ | ------------------------------------ |
| 21   | MF     |              | 로빈 고젠스 (우니온 베를린에서 임대) |
| 22   | DF     |              | 마티아스 모레노                      |
| 23   | MF     |              | 안드레아 콜파니 (몬차에서 임대)      |
| 24   | MF     | 모로코       | 아미르 리샤르송                      |
| 27   | MF     | 모로코       | 압델하미드 사비리                    |
| 28   | DF     |              | 루카스 마르티네스 콰르타 (부주장)    |
| 29   | MF     |              | 야신 아들리 (AC 밀란에서 임대)       |
| 30   | GK     |              | 토마소 마르티넬리                    |
| 32   | MF     |              | 다닐로 카탈디 (라치오에서 임대)      |
| 33   | DF     |              | 미카엘 카요데                        |
| 43   | GK     |              | 다비드 데 헤아                       |
| 53   | GK     |              | 올리베르 크리스텐센                  |
| 65   | DF     |              | 파비아노 파리시                      |
| 99   | FW     | 코트디부아르 | 크리스티앙 쿠아메                    |

### 임대 선수 명단
참고: FIFA 자격 규정에 따라 소속된 국가대표팀 국기를 표시합니다. 선수는 복수의 FIFA 비회원국 국적을 가지고 있을 수 있습니다.
| 번호 | 포지션 | 국적   | 이름                                       |
| ---- | ------ | ------ | ------------------------------------------ |
| —    | DF     |        | 크리스티안 비아게티 (프로 베르첼리로 임대) |
| —    | DF     |        | 에두아르드 두투 (피네토로 임대)            |
| —    | DF     |        | 다비데 겐틸레 (살레르니타나로 임대)        |
| —    | DF     |        | 로렌초 루케시 (레자나로 임대)              |
| —    | DF     |        | 디모 크라체프 (테르나나로 임대)            |
| —    | DF     |        | 에도아르도 피에로치 (페스카라로 임대)      |
| —    | DF     |        | 브루노 프라티 (프라토로 임대)              |
| —    | MF     |        | 로렌초 아마투치 (살레르니타나로 임대)      |
| —    | MF     | 모로코 | 소피안 암라바트 (페네르바흐체로 임대)      |
| —    | MF     | 체코   | 안토닌 바라크 (카슴파샤로 임대)            |
| —    | MF     |        | 알레산드로 비안코 (몬차로 임대)            |

| 번호 | 포지션 | 국적       | 이름                                   |
| ---- | ------ | ---------- | -------------------------------------- |
| —    | MF     |            | 콘스탄티노 파바술리 (바리로 임대)      |
| —    | MF     |            | 니콜로 포르티니 (유베 스타비아로 임대) |
| —    | MF     |            | 니콜로 나르디 (카르피로 임대)          |
| —    | MF     |            | 로렌초 비지아니 (프로 베르첼리로 임대) |
| —    | FW     | 크로아티아 | 요시프 브레칼로 (카슴파샤로 임대)      |
| —    | FW     |            | 필리포 디스테파노 (프로시노네로 임대)  |
| —    | FW     |            | 니콜라스 곤살레스 (유벤투스로 임대)    |
| —    | FW     |            | 필리포 귀도발디 (라퀼라로 임대)        |
| —    | FW     | 앙골라     | 음발라 은졸라 (랑스로 임대)            |
| —    | FW     | 세네갈     | 팔루 세네 (프로시노네로 임대)          |
| —    | FW     | 알바니아   | 엘리온 토치 (프로 파트리아로 임대)     |

## 역대 감독
1926년 창단 이후부터 현재까지의 피오렌티나 감독들 목록
| 이름                      | 국적                                                                    | 연도    |
| ------------------------- | ----------------------------------------------------------------------- | ------- |
| 카로이 첩커이             | 헝가리                                                                  | 1926–28 |
| 카로이 첩커이 펠드먼 줄러 | 헝가리 · 헝가리                                                         | 1928–30 |
| 펠드먼 줄러               | 헝가리                                                                  | 1930–31 |
| 헤르만 펠슈너             | 오스트리아                                                              | 1931–33 |
| 빌헬름 러지               | 헝가리                                                                  | 1933    |
| 요제프 긴그               | 헝가리                                                                  | 1933–34 |
| 구이도 아라               | [[파일:{{{국기그림-1861}}}\|22x20px\|border \|이탈리아\|링크=이탈리아]] | 1934–37 |
| 오타비오 바카니           | [[파일:{{{국기그림-1861}}}\|22x20px\|border \|이탈리아\|링크=이탈리아]] | 1937–38 |
| 페렌츠 몰나르             | 헝가리                                                                  | 1938    |
| 루돌프 조우체크           | 오스트리아                                                              | 1938–39 |
| 주세페 갈루치             | [[파일:{{{국기그림-1861}}}\|22x20px\|border \|이탈리아\|링크=이탈리아]] | 1939–45 |
| 구이도 아라               | [[파일:{{{국기그림-1861}}}\|22x20px\|border \|이탈리아\|링크=이탈리아]] | 1946    |
| 렌초 말리                 | [[파일:{{{국기그림-1861}}}\|22x20px\|border \|이탈리아\|링크=이탈리아]] | 1946–47 |
| 임레 셴케이               | 헝가리                                                                  | 1947    |
| 루이지 페레로             | 이탈리아                                                                | 1947–51 |
| 렌초 말리                 | 이탈리아                                                                | 1951–53 |
| 풀비오 베르나르디니       | 이탈리아                                                                | 1953–58 |
| 러요시 체이즐레르         | 헝가리                                                                  | 1958–59 |
| 루이지 페레로             | 이탈리아                                                                | 1959    |
| 루이스 카르니글리아       | 아르헨티나                                                              | 1959–60 |
| 주세페 키아펠라           | 이탈리아                                                                | 1960    |
| 난도르 히데그쿠티         | 헝가리                                                                  | 1960–62 |
| 페루초 발카레지           | 이탈리아                                                                | 1962–64 |

| 이름                         | 국적       | 연도      |
| ---------------------------- | ---------- | --------- |
| 주세페 키아펠라              | 이탈리아   | 1964–67   |
| 루이지 페레로                | 이탈리아   | 1967–68   |
| 안드레아 바시                | 이탈리아   | 1968      |
| 브루노 페사올라              | 아르헨티나 | 1968–71   |
| 오론초 풀리에세              | 이탈리아   | 1971      |
| 닐스 리에드홀름              | 스웨덴     | 1971–73   |
| 루이지 라디체                | 이탈리아   | 1973–74   |
| 네레오 로코                  | 이탈리아   | 1974–75   |
| 카를로 마초네                | 이탈리아   | 1975–77   |
| 마리오 마초니                | 이탈리아   | 1977–78   |
| 주세페 키아펠라              | 이탈리아   | 1978      |
| 파올로 카로시                | 이탈리아   | 1978–81   |
| 잔카를로 데 시스티           | 이탈리아   | 1981–85   |
| 페루초 발카레지              | 이탈리아   | 1985      |
| 알도 아그로피                | 이탈리아   | 1985–86   |
| 에우제니오 베르셀리니        | 이탈리아   | 1986–87   |
| 스벤예란 에릭손              | 스웨덴     | 1987–1989 |
| 브루노 조르지                | 이탈리아   | 1989–1990 |
| 프란체스코 그라치아니 (int.) | 이탈리아   | 1990      |
| 세바스치앙 라자로니          | 브라질     | 1990–1991 |
| 루이지 라디체                | 이탈리아   | 1991–1993 |
| 알도 아그로피                | 이탈리아   | 1993      |
| 루차노 키아루지 (int.)       | 이탈리아   | 1993      |
| 클라우디오 라니에리          | 이탈리아   | 1993–1997 |
| 알베르토 말레사니            | 이탈리아   | 1997–1998 |

| 이름                   | 국적     | 연도      |
| ---------------------- | -------- | --------- |
| 조반니 트라파토니      | 이탈리아 | 1998–2000 |
| 파티흐 테림            | 튀르키예 | 2000–2001 |
| 루차노 키아루지        | 이탈리아 | 2001      |
| 로베르토 만치니        | 이탈리아 | 2001–2002 |
| 오타비오 비안키        | 이탈리아 | 2002      |
| 루차노 키아루지 (int.) | 이탈리아 | 2002      |
| 에우제니오 파셰티      | 이탈리아 | 2002      |
| 피에트로 비에르코보드  | 이탈리아 | 2002      |
| 알베르토 카바신        | 이탈리아 | 2002–2004 |
| 에밀리아노 몬도니코    | 이탈리아 | 2004      |
| 세르조 부소            | 이탈리아 | 2004–2005 |
| 디노 초프              | 이탈리아 | 2005      |
| 체사레 프란델리        | 이탈리아 | 2005–2010 |
| 시니샤 미하일로비치    | 세르비아 | 2010–2011 |
| 델리오 로시            | 이탈리아 | 2011–2012 |
| 빈첸초 구에리니 (int.) | 이탈리아 | 2012      |
| 빈첸초 몬텔라          | 이탈리아 | 2012–2015 |
| 파울루 소자            | 포르투갈 | 2015-2017 |
| 스테파노 피올리        | 이탈리아 | 2017-2019 |
| 빈첸초 몬텔라          | 이탈리아 | 2019      |
| 주세페 이아키니        | 이탈리아 | 2019-2020 |
| 체사레 프란델리        | 이탈리아 | 2020-2021 |
| 주세페 이아키니        | 이탈리아 | 2021      |
| 젠나로 가투소          | 이탈리아 | 2021      |
| 빈첸초 이탈리아노      | 이탈리아 | 2021-     |

## 클럽 관련 디자인

### 앰블럼

피오렌티나(Florentia Viola)가 사용중인 문양

하얀색 바탕에 붉은색 플뢰르 드 리스가 그려져 있는 피렌체 시의 공식 문장은 클럽의 모든 상징물에 중심이 되었다.
클럽의 긴 역사 기간동안에, 몇 번의 앰블럼 변화가 있었지만, 피렌체의 플뢰르 드 리스는 항상 포함되어 있었다. 첫 번째로 만들어진 앰블럼은 하얀색 바탕에 붉은 플뢰르 드 리스가 새겨진, 피렌체 시의 문장과 별반 다를것이 없었다. 이는 곳 곧 양식화가 되어서, 플뢰르 드 리스는 항상 붉은색이고 때때로는 하얀색 바탕이 빠지기도 하였다. 20년간 채택된 가장 평범한 상징물에는 하얀색 마름모 안쪽에 꽃이 새져있었다. 그 기간 와중에 피오렌티나는 이탈리아 챔피언이 되었고, 마름모는 사라지게 되고 꽃은 스쿠데토 위에 겹쳐 사용되었다.
1980년대 구단주였던 플라비오 폰텔로가 도입시킨 앰블럼은 피렌체 시의 문장의 절반과 피오렌티나의 F의 절반으로 이루어져 특히 뚜렷하였다. 이 앰블럼이 도입되었을때, 사람들은 그것을 상업적인 결정이라고 믿었으며, 무엇보다도 플뢰르 드 리스보다 핼버드처럼 보여서 싫어하였다.
오늘날의 앰블럼은 황금색 태두리를 가진 두개의 마름모 연모양을 하고 있다. 바깥족의 마름모는 보라색 바탕에 하얀색으로 "AC" 글자와 클럽 이름을 나타내는 글자인 "F"가 붉은색으로 새겨져있다. 안쪽 마름모는 황금색 태두리로 되어있고 바탕은 하얀색이며 피렌체의 붉은 플뢰르 드 리스가 있다.이 앰블럼은 1992년부터 2002년까지 사용됐지만, 재정 위기 이후와 새로 세워진 클럽은 그 로고를 사용하지 못하였다. 그래서 피렌체의 코무네는 대신에 피오렌티아 비올라가 다른 도시의 문장을 사용하는걸 인정해주었다. 디에고 델라 발레는 현재의 로고를 최근에 법원 경매에서 250만 유로를 주고 이탈리아 축구계에서 가장 비싼 로고를 구입하여 사용권을 획득하였다.

### 유니폼과 색
1926년에 팀이 창단됐을 당시에, 선수들은 피렌체 시의 문장에서 전래된 붉은색과 하얀색이 반반씩을 이루는 유니폼을 입었다. 이보다 더 알려졌고 눈에 띄는 보라색 유니폼은 1928년에 채택되었고 이래로 쭉 사용되며, La Viola ("보라색 (팀)")라는 별명이 생겨나게 되었다. 전해내려오는 바로는 피오렌티나의 보라색 유니폼은 오래된 하얀색 붉은색 유니폼을 강에서 세탁을 하던 도중에 일어난 사고로 인한 실수로 인해 생겨났다고 한다.
원정(어웨이) 유니폼은 대부분 하얀색이었으며, 가끔식은 붉은색이나 보라색이 들어가거나 전부 하얀색이었다. 하의는 홈 유니폼의 하의가 하얀색일 경우에 보라색을 사용해 왔다. 피오렌티나의 서드 유니폼은 1995–96 시즌이 처음이었고 테두리가 보라색으로된 전부 붉은색이고 양쪽 어깨쪽에는 백합이 하나씩 있었다. 붉은색 유니폼은 피오렌티나에게 대부분 서드 유니폼으로서 입었지만, 드물게 노란색 유니폼('97–'98, '99–'00 그리고 '10–'11)을 입기도 하였다.

#### 유니폼 변천사
|  | 1926 |  | 1929–1983 |  | 1983–87 |  | 1991–현재 | 피오렌티나 비올라 시절 |

## 월드컵 우승 멤버
- 마리오 피치올로 (1934년 이탈리아)
- 잔카를로 안토뇨니 (1982년 스페인)
- 프란체스코 그라치아니 (1982년 스페인)
- 조반니 갈리 (1982년 스페인)
- 피에트로 비에르코보드 (1982년 스페인)
- 다니엘레 마사로 (1982년 스페인)
- 다니엘 파사레야 (1986년 멕시코)
- 루카 토니 (2006년 독일)

## 역대 주요 성적

### 국내
세리에 A:
- 우승 (2) : 1955-56, 1968-69
- 준우승 (5): 1956–57, 1957–58, 1958–59, 1959–60, 1981–82

코파 이탈리아:
- 우승 (6) : 1939–40; 1960–61; 1965–66; 1974–75; 1995-96; 2000-01
- 준우승 (3): 1958, 1959–60, 1998–99

수페르코파 이탈리아나:
- 우승 (1) : 1996
- 준우승 (1): 2001

### 유럽
유러피언컵/ UEFA 챔피언스리그:
- 준우승 (1): 1956-57

UEFA 컵위너스컵:
- 우승 (1) : 1960–61
- 준우승 (1) : 1961–62

UEFA 컵/ UEFA 유로파리그:
- 준우승 (1) : 1989–90

UEFA 유로파컨퍼런스리그
- 준우승 (2) : 2022-23 2023-24

## UEFA 순위

### 클럽 계수
2016년 2월 24일 기준 UEFA 클럽 계수:
| 순위 | 팀           | 계수   |
| ---- | ------------ | ------ |
| 29   | 아약스       | 58.045 |
| 30   | 인테르 밀란  | 57.954 |
| 31   | 갈라타사라이 | 57.800 |
| 32   | 피오렌티나   | 56.954 |
| 33   | 에인트호번   | 55.045 |
| 34   | 드니프로     | 54.916 |
| 35   | 루빈 카잔    | 52.176 |

## 기업으로서 ACF 피오렌티나
2002년 재창단 이후에, ACF 피오렌티나(ACF Fiorentina S.p.A.)는 1부 리그와 유럽 클럽 대항전에 출전하기 위하여 자립유지중이다. 2005년에 €19,519,789 순손실 발생이 일어난 담에 €9,159,356의 순손실이 발생하였다. 2006년(세리에 A 2005-06, 세리에 A 2006-07)에, 피오렌티나는 선수단에 많은 투자를 하였는데, 그것이 발생시킨 무형자산(선수 계약)의 상각은 1770만 유로에서 2천4백만 유로로 증가하였다. 하지만 클럽은 2006년 이탈리아 축구 스캔들로 인한 타격을 입었고, 이 의미는 유럽 대항전에 출전하지 못한다는걸 의미하였다. 2007년에 피오렌티나는 순손실이 €3,704,953에 그치며 거의 브레이크 이븐을 기록하였다. 2007년에 UEFA 컵 2007-08에 참가하여 TV 수익이 증가하였다. UEFA 챔피언스리그 2008-09에 참가하였지만, 늘어난 TV 수익이 증가한 주급보다 적어 피오렌티나는 2008년에 순손실이 €9,179,484를 기록하였다. 2009년에는 많은 선수들(펠리피 멜루, 잠파올로 파치니 그리고 즈드라브코 쿠즈마노비치를 팔아서 2008년에 350만 유로의 이익을 봄)을 팔아서 €4,442,803의 순이익을 기록하였다.